# 沢木毅彦
沢木 毅彦（さわき たけひこ）は、日本の雑誌ライター、脚本家。

## 人物
1980年代のアダルトビデオ草創期から専門誌でインタビュー記事や作品レビューを手がける一方、制作者としてAVや成人映画用のドラマ脚本を数多く執筆した。
1990年には『パンツの穴　本牧ベイでクソくらえ』で一般作にも進出した。
好物は袋タイプのインスタントラーメンでコラムも執筆している。

## 主な脚本作
- 『やりんこチエ　いちじく診察室』（1985年）
- 『白衣調教』（1986年）
- 『ザ・拷問　新妻篇』（1987年）
- 『パンツの穴　本牧ベイでクソくらえ』（1990年）
- 『若菜瀬奈　恥じらいの性』（1999年）